# Арктополевица широколистная
Арктополевица широколистная (лат. Arctagrostis latifolia) — вид травянистых растений рода Арктополевица (Arctagrostis) семейства Злаки (Poaceae).

## Ботаническое описание

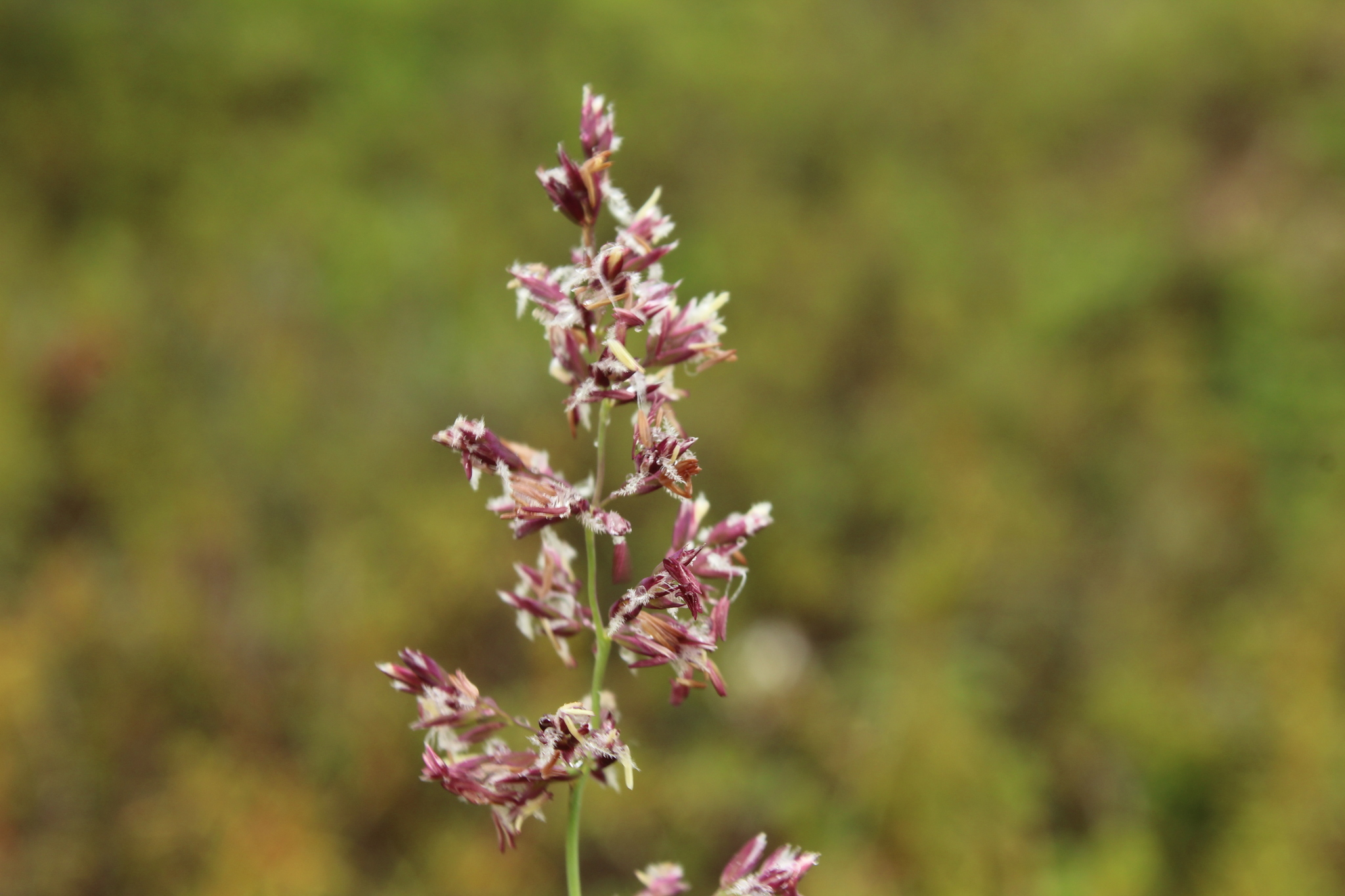
Соцветие

Многолетние травянистые растения. Корневище недлинное, ползучее с короткими побегами. Стебли прямостоячие, при самом основании восходящие, гладкие, 15—60 см высотой и 1—3 мм толщиной. Листья плоские, прикорневые иногда вдоль сложенные, на верхней стороне гладкие, на нижней и по краям с очень короткими шиповидными бугорками и оттого не сильно шероховатые, 3—6 (реже до 8—10) мм шириной. Язычок тупой, на конце расщеплённый, 4—6 мм длиной.
Соцветие — продолговатая и узкая, иногда довольно сильно сжатая, метёлка, 6—10 см длиной и 1—2,5 см шириной, первичные ветви её отходят от общего стержня по 5—7 вместе; последние разветвления её или цветоносы слегка шероховатые. Колоски 1-цветковые, продолговато-эллиптические, сжатые с боков; колосковые чешуйки между собой неравные, с 3 жилками, по краям плёнчатые, в сложенном виде ланцетовидные, острые, гладкие и обыкновенно фиолетово-покрашенные, из них верхняя 3—4 мм длиной и ½—⅔ мм шириной, почти на 1 мм длиннее нижней. Цветоножка (каллус) косо отчленяющаяся, голая. Прицветные чешуйки в сложенном виде ланцетовидные, заострённые или туповатые, фиолетово-покрашенные, на кончике беловато-плёнчатые, длиннее колосковых, 4—5 мм длиной и ¾—1 мм шириной, почти равные между собой или наружная немного (до 0,5 мм) длиннее и едва шире внутренней, на всей поверхности покрыты очень короткими, прилегающими, мало заметными волосками; наружная неясно 3-жилковая, внутренняя — с 2 сближенными в середине жилками, между которыми спинка является плоской или слегка закруглённой. Цветковых плёнок 2, линейно-продолговатые. Тычинок 3, пестик с 2 перистыми рыльцами и голой завязью. Зерновка яйцевидная. 2n=56.

## Распространение и экология
Евразия и Северная Америка. Обитает в полярно-арктической области, по сухим мохово-лишайниковым и сырым моховым тундрам, арктическим лугам, на песчаных и щебнистых склонах и по берегам рек, редко в пределах лесной области по болотам.

## Значение и применение
Ценное кормовое растение для северного оленя (Rangifer tarandus). Молодые побеги и верхушки листьев поедаются в течение всего вегетационного периода.

## Синонимы
- Arctagrostis anadyrensis V.N.Vassil. (1955)
- Arctagrostis aristulata Petrov (1930)
- Arctagrostis glauca Petrov (1930)
- Arctagrostis latifolia f. aristata Holmb. (1922)
- Arctagrostis latifolia var. aristulata (Petrov) Tzvelev (1976)
- Arctagrostis latifolia subsp. gigantea Tzvelev (1964)
- Arctagrostis latifolia var. gigantea (Tzvelev) Tzvelev (1976)
- Arctagrostis latifolia var. longiglumis Polunin (1940)
- Arctagrostis latifolia subsp. nahanniensis A.E.Porsild (1961)
- Arctagrostis stricta Petrov (1930)
- Cinna brownii Rupr. (1845)
- Colpodium latifolium R.Br. (1824)basionym
- Colpodium latifolium var. viviparum Scheutz (1888)
- Panicularia latifolia (R.Br.) Kuntze (1891)
- Vilfa xerampelina Trin. (1840)